# Steve Fogen
Steve Fogen (Esch-sur-Alzette, 28 september 1979) is een Luxemburgs voormalig wielrenner die in het verleden één seizoen uitkwam voor Cofidis.

## Overwinningen
1997
- Luxemburgs kampioen veldrijden, Junioren

2000
- Luxemburgs kampioen individuele tijdrit, Elite
- Luxemburgs kampioen veldrijden, Beloften

2001
- Chrono Champenois
- 3e etappe, deel B Flèche du Sud
- 4e etappe Flèche du Sud

2002
- 1e etappe Spar Arden Challenge

## Grote rondes
Geen